# Stephan Christen
Stephan Christen (* 1. Juni 1968) ist ein Schweizer Berufsoffizier (Divisionär).
Nach einer Ausbildung zum Landmaschinenmechaniker schloss Stephan Christen 1997 seine Ausbildung als Berufsoffizier an der Militärakademie in Birmensdorf ab und wurde bis 2003 in verschiedenen Positionen im Heer eingesetzt. Zwischen 2004 und 2008 führte er den Einsatzverband Katastrophenhilfe. 2009 absolvierte er einen Master of Science in Global Security an der Cranfield University, danach war er bis 2010 an der Militärakademie in Birmensdorf und führte anschliessend 2011 ein Kontingent der Swisscoy im Kosovo. Zurück in der Schweiz wurde er Gruppenchef an der Generalstabsschule in Luzern und wurde im Oktober 2012 zum Kommandanten der Rekrutenschule der Rettungstruppen. Ab Januar 2016 war er Chef Projekte/Steuerung im Führungsstab der Armee.
Am 1. Januar 2017 übernahm Christen unter gleichzeitiger Beförderung zum Brigadier das Kommando des Lehrverbandes Genie/Rettung/ABC. Am 31. August 2022 hat der Bundesrat Christen per 1. Oktober 2022 zum Divisionär und Stellvertreter von Laurent Michaud als Chef Kommando Operationen ernannt.